# Витово (Ленинградская область)
Ви́тово — деревня в Ретюнском сельском поселении Лужского района Ленинградской области.

## История

### До XIX века
Впервые упоминается в писцовых книгах Шелонской пятины 1498 года, как деревня Витов в Дремяцком погосте Новгородского уезда.

### XIX — начало XX века
Деревня Витово и при ней усадьба помещика Пылаева, обозначены на карте Санкт-Петербургской губернии Ф. Ф. Шуберта 1834 года.

ВИТОВО — деревня принадлежит капитанше Александре Пылаевой, число жителей по ревизии: 47 м. п., 51 ж. п. (1838 год)

Деревня Витово отмечена на карте профессора С. С. Куторги 1852 года.

ВИТОВО — деревня госпожи Гирс, по просёлочной дороге, число дворов — 9, число душ — 48 м. п. (1856 год)

ВИТОВО — деревня владельческая при ключах, число дворов — 9, число жителей: 48 м. п., 49 ж. п. (1862 год)

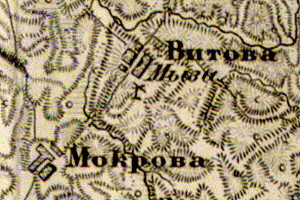
Деревня Витово на карте 1863 года

Согласно карте из «Исторического атласа Санкт-Петербургской Губернии» 1863 года деревня называлась Витова, в деревне находилась мыза и ветряная мельница.
В 1864—1865 годах временнообязанные крестьяне деревни выкупили свои земельные наделы у А. К. Гирс и стали собственниками земли.
В XIX веке деревня административно относилась ко 2-му стану Лужского уезда Санкт-Петербургской губернии, в начале XX века — к Поддубской волости  4-го земского участка 4-го стана.
По данным «Памятной книжки Санкт-Петербургской губернии» за 1905 год деревня Витово входила в Витовское сельское общество.

### 1917—1991 годы
С 1917 по 1923 год деревня Витово входила в состав Витовского сельсовета Поддубской волости Лужского уезда.
С 1923 года, в составе Мокровского сельсовета.
С 1924 года, в составе Шильцевского сельсовета.

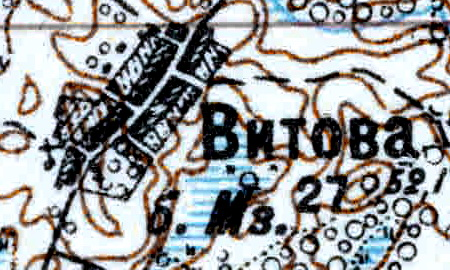
Деревня Витово карте 1926 года

Согласно топографической карте 1926 года деревня называлась Витова и насчитывала 27 крестьянских дворов, к югу от деревни обозначена бывшая мыза.
С 1927 года, в составе Лужской волости, а затем Лужского района.
В 1928 году население деревни Витово составляло 138 человек.
По данным 1933 года деревня Витово входила в состав Шильцевского сельсовета Лужского района.
C 1 августа 1941 года по 28 февраля 1944 года деревня находилась в оккупации.
В 1958 году население деревни Витово составляло 52 человека.
По данным 1966 и 1973 годов деревня Витово также входила в состав Шильцевского сельсовета.
По данным 1990 года деревня Витово входила в состав Ретюнского сельсовета.

### 1991 год — настоящее время
В 1997 году в деревне Витово Ретюнской волости проживали 2 человека, в 2002 году постоянного населения не было.
В 2007 году в деревне Витово Ретюнского СП не было постоянного населения.

## География
Деревня расположена в южной части района на автодороге 41К-668 (Ретюнь — Поддубье).
Расстояние до административного центра поселения, деревни Ретюнь — 9 км.
Расстояние до ближайшей железнодорожной станции Серебрянка — 15 км.

## Демография
| 1862 | 2007 | 2010 | 2017 |
| ---- | ---- | ---- | ---- |
| 97   | ↘0   | ↗7   | ↘6   |

## Улицы
Родниковая.